# Хьюм, Кери
Кери Хьюм (англ. Keri Hulme; 9 марта 1947, Крайстчерч — 27 декабря 2021) — новозеландская писательница и поэтесса. Её роман «Люди-скелеты» (англ. The Bone People) был удостоен престижной Букеровской премии в 1985 году.

## Биография

### Ранняя жизнь
Кери родилась в Крайстчерче, на Южном острове Новой Зеландии. Дочь столяра и кредитного менеджера, была старшей из шести детей. Её родители имели английские, шотландские и маорийские корни. Хьюм училась в North New Brighton Primary School и Aranui High School. Её отец умер, когда девочке было 11 лет.
После окончания школы работала сборщиком табака в Мотуэка. Она начала учиться на юриста в Университете Кентербери в 1967, но оставила обучение после четырёх семестров и вернулась на работу сборщиком табака.

### Писательская карьера
Хьюм решила стать профессиональным писателем, но, несмотря на поддержку семьи, была вынуждена вернуться на работу через 9 месяцев. Она продолжала писать, и некоторые из её работ появлялись под псевдонимом Kai Tainui. В течение этого времени она работала над романом «Люди-скелеты», который был опубликован в феврале 1984. Несколько издателей отказались от книги, пока, наконец, она не была принята издательством Spiral Collective. Роман получил премию New Zealand Book Award for Fiction в 1984 году и Букеровскую премию в 1985.
Хьюм была приглашённым писателем в Университет Отаго в 1978 году и в Университет Кентербери в 1985. Она жила в Оамару, на западном побережье Новой Зеландии. Была Патроном[кем?] движения Republican Movement of Aotearoa New Zealand с 1996.
Она — аромантическая асексуалка и атеист.
Скончалась 27 декабря 2021 года.

## Награды
- Katherine Mansfield Memorial Award, 1975;
- New Zealand Literary Fund grant, 1975, 1977, 1979,
- Maori Trust Fund Prize, 1978
- East-West Centre Award, 1979;
- Book of the Year Award', 1984
- Mobil Pegasus Prize, 1985
- Booker Prize, 1985
- Scholarship in Letters, 1990;

## Работы

### Романы
- The Bone People (Spiral Press, 1984)
- Bait и On the Shadow Side (в прогрессе; описаны Хьюм как «романы-близнецы», англ. twinned novels)[источник не указан 3038 дней]

### Поэзия
- The Silences Between (Moeraki Conversations) (Auckland University Press, 1982)
- Lost Possessions (Victoria University Press, 1985)
- Strands (Auckland University Press, 1992)

### Другие работы
- Te Kaihau: The Windeater (George Braziller, 1986), сборник рассказов
- Te Whenua, Te Iwi/The Land and The People ed. Jock Philips (Allen & Unwin/Port Nicholson Press, 1987) включает короткий автобиографический очерк «Okatiro and Moeraki»
- Homeplaces: Three Coasts of the South Island of New Zealand (Hodder & Stoughton, 1989), автобиография с фотографиями Робина Моррисона (англ. Robin Morrison)
- Stonefish (Huia Publishers, 2004), рассказы и поэмы

### Киноадаптация
На рассказе Hooks and Feelers основан одноимённый фильм, в котором снялась Бриджет Аллен.